# 柄斑達里奧鱸
柄斑達里奧鱸，為輻鰭魚綱鱸形目鱸亞目棕鱸科的其中一種，分布於亞洲印度Valapattanam河流域，為熱帶淡水魚類，體長可達2.4公分，棲息在沙石底質且水質清澈的溪流底中層水域，生活習性不明。

## 擴展閱讀
維基物種上的相關：柄斑達里奧鱸